# Denise Vernac
Denise Vernac est une actrice française, née Denise Yvonne Éveillard aux Pavillons-sous-Bois (Seine) le 3 juin 1916 et morte à Paris (13e arrondissement) le 31 octobre 1984.

## Biographie

### Famille
Fille de Joseph Léon Eveillard  et de Andrée Elise Lenfle Vernac et veuve de Lewis Léonard Bredin, elle est domiciliée 5 rue de Villeneuve à Maurepas. 

### Carrière artistique
Son premier film majeur est Le Masque de Dijon qui est le premier film d'une longue série dans laquelle elle jouera avec Erich von Stroheim.
Elle meurt le 31 octobre 1984 à l'Hôpital de la Pitié-Salpêtrière.
Elle est inhumée au cimetière de Maurepas (Yvelines), avec Erich von Stroheim.

### Vie privée
Denise Vernac est  la compagne d'Erich von Stroheim pendant 18 ans, elle le rencontre en 1939 au cours d'une interview. Ce dernier refuse de poser pour les photographes en sa compagnie puisqu'il est marié avec Valérie Germonprez.

## Filmographie
- 1939 : Cavalcade d'amour de Raymond Bernard
- 1939 : Rappel immédiat de Léon Mathot
- 1939 : Paris-New York d'Yves Mirande
- 1945 : Le Masque de Dijon de Lew Landers
- 1946 : On ne meurt pas comme ça de Jean Boyer
- 1948 : Danse de mort de Marcel Cravenne
- 1948 : Le Signal rouge d'Ernst Neubach
- 1952 : Alraune d'Arthur Maria Rabenalt
- 1953 : L'Envers du paradis d'Edmond T. Gréville - Claudine de Vervins
- 1955 : La Madone des sleepings d'Henri Diamant-Berger
- 1957 : Montparnasse 19 de Jacques Becker - Mme Hébuterne
- 1958 : Les Tricheurs de Marcel Carné
- 1959 : L'Ambitieuse (ou Le Passager clandestin) d'Yves Allégret
- 1959 : Vers l'extase de René Wheeler
- 1960 : Préméditation de André Berthomieu
- 1960 : Terrain vague de Marcel Carné - La mère de Marcel
- 1962 : Les Quatre Cavaliers de l'Apocalypse de Vincente Minnelli
- 1966 : Soleil noir de Denys de La Patellière - Elise Rodier
- 1980 : Erich von Stroheim, The Man You Loved To Hate de Patrick Montgomery (documentaire, témoignage)